# Denis Cuspert
Denis Mamadou Gerhard Cuspert (* 18. Oktober 1975 in West-Berlin; † vermutlich 17. Januar 2018 nahe Gharanidsch, Deir ez-Zor, Syrien) war ein deutscher Musiker und Salafist, der als dschihadistischer Kämpfer und Terrorist am Syrienkrieg teilnahm und dort vermutlich getötet wurde. Der Verfassungsschutz Berlin schätzte ihn als Kriegsverbrecher und führenden deutschsprachigen Propagandisten der Terrororganisation Islamischer Staat (IS) ein.
Cuspert war ab 2002 als Berliner Gangsta-Rapper unter dem Künstlernamen Deso Dogg bekannt. Ab 2010 war er als islamistischer Prediger und Sänger von Anāšīd in Form islamistischer Kampflieder (Naschid) aktiv, anfangs unter dem Namen Abou Maleeq, später als Abu Talha al-Almani. Mehrere seiner Lieder wurden in Deutschland als jugendgefährdend indiziert.
Cuspert setzte sich 2012 nach einer bundesweiten Razzia gegen islamistische Extremisten ins Ausland ab und schloss sich 2013 den Dschihadisten in Syrien an. 2014 legte er den Treueschwur auf den Anführer des Islamischen Staats, Abu Bakr al-Baghdadi, ab. Das Bundeskriminalamt und das Auswärtige Amt warnten vor Cuspert. Er wurde im Februar 2015 in die Terrorlisten der Vereinten Nationen und der Vereinigten Staaten aufgenommen.

## Jugend und Musikkarriere
Cuspert, dessen Vater Ghanaer und Mutter Deutsche ist, wurde im Berliner Bezirk Kreuzberg geboren. Er wuchs in Charlottenburg, Moabit und Schöneberg auf, vor allem jedoch im damaligen Kreuzberger Problemkiez SO 36. Sein Vater wurde abgeschoben, bevor Cuspert geboren war. Sein Stiefvater, mit dem es immer wieder zu Konflikten kam, war ein Angehöriger der US-Armee.
In seiner Jugend verkehrte Cuspert in kriminellen Milieus und war Mitglied einer Gang. Laut Bild-Zeitung soll er an einer Messerstecherei beteiligt gewesen sein. Bis Mitte 2004 wurde er mehrfach wegen diverser Delikte inhaftiert, zum Beispiel wegen Verstößen gegen das Betäubungsmittelgesetz, so verbrachte er auch eine Zeit in der Justizvollzugsanstalt Tegel.
Cuspert machte zwischen 2002 und 2010 eine kleine Karriere als Gangsta-Rapper.
2002 begann Cuspert, der sich anfangs Darkness D nannte, mit dem Berliner Rapper Charnell unter dem Namen Deso Dogg Musik aufzunehmen. Cuspert befand sich zu dieser Zeit im offenen Vollzug.
Nach einem Regelverstoß wurde Cusperts offener Vollzug widerrufen und er war wieder ganztags in der Justizvollzugsanstalt. Nach seiner Entlassung aus dem Gefängnis wurden Montana Beats und Dean Dawson von Streetlife Entertainment seine Produzenten. Mit Charnell, Jasha und Riad war er Teil der 030 Gangxta Clicc. Er konnte an der DMX-Tour im Jahr 2005 teilnehmen. Nach einem psychischen Zusammenbruch und einem Psychiatrieaufenthalt wurde er auf der Tour durch D-Flame ersetzt. In einem Interview erklärte er: „In meiner damaligen Situation wusste keiner, ob ich am nächsten Tag wieder im Knast bin oder tot in der Ecke liegen würde. Wenn ich was erreichen wollte, musste ich mein Leben ändern.“ 2006 bekam Deso Dogg eine zweite Chance bei Streetlife Entertainment und beteiligte sich an der DMX-Tour 2006.
Deso Dogg arbeitete ab Juni 2007 nicht mehr mit seinem ehemaligen Label Streetlife zusammen; er sagte, er wolle die volle künstlerische Freiheit über seine Musik erlangen. Im September 2007 kündigte er ein Doppelalbum mit dem Titel Alle Augen auf mich an. Außerdem gab er bekannt, dass er nach diesem Projekt mit deutschem Rap aufhören wolle, weil ihm die Musik nicht den erwünschten Erfolg eingebracht habe. Er fühle sich von vielen Leuten in der deutschen Rap-Szene enttäuscht und betrogen. Das Album Alle Augen auf mich erschien schließlich im November 2009.
2007, 2008 und 2009 hatte er Auftritte auf dem Myfest in Berlin-Kreuzberg.
Er tauchte im August 2008 auch in einer Folge der RTL-II-Doku-Soap Der Bluff auf, in der es darum ging, einen Studenten zu einem Gangsta-Rapper zu formen. 2010 war sein Lied Willkommen in meiner Welt im ARD-Film Zivilcourage zu hören.
Seine Musikkarriere blieb trotz der relativen Bekanntheit wirtschaftlich ohne nennenswerten Erfolg. 2010 zog sich Cuspert aus der Musikszene zurück.
Aus verschiedenen Beziehungen hatte Denis Cuspert drei Kinder.

## Salafistischer Aktivismus

### Deutschland
Während eines Gefängnisaufenthalts konvertierte Denis Cuspert zum Islam. Er begann, radikalislamische Berliner Gemeinden zu besuchen, zunächst die As-Sahaba-Moschee im Wedding. Anfang 2010 hatte Cuspert laut Verfassungsschutz Berlin Kontakt zur Al-Nur-Moschee. Im Februar 2010 entstand ein Video, das Cuspert mit dem salafistischen Prediger Pierre Vogel zeigt.
Im November 2010 gab Cuspert bekannt, er wolle seine Musikkarriere beenden und fortan als islamischer Prediger unter dem Namen Abou Maleeq auftreten. Im April 2011 erhob die Berliner Staatsanwaltschaft Anklage wegen illegalen Waffenbesitzes. Auf einem Video bei YouTube hatte Cuspert das Durchladen einer Glock 26 demonstriert. Bei Hausdurchsuchungen wurden 16 Patronen der Kaliber 9 mm und .22 gefunden. Er wurde am 18. August 2011 zu einer Geldstrafe von 1800 Euro verurteilt.
In einem Interview vom November 2010 erklärte er, er hoffe auf den Sieg islamistischer Mudschaheddin in Afghanistan, im Irak sowie in Tschetschenien und Somalia und bezeichnete Berlin als „eine weitere Kuffar-Metropole“. Später wurde er erst unter dem Namen Abou Maleeq und dann als Abu Talha al-Almani wieder musikalisch aktiv und veröffentlichte deutschsprachige Naschid via Internet. In einem im Juni 2011 aufgenommenen Naschid preist er Osama bin Laden.
Wegen seiner Aufrufe zum bewaffneten Dschihad galt Cuspert als Extremist und war Beobachtungs- bzw. Ermittlungssubjekt deutscher Sicherheitsbehörden. Der islamistische Flughafenterrorist Arid Uka bezeichnete sich als Bewunderer Cusperts und soll zu seiner Tat, bei der er im März 2011 zwei US-Soldaten tötete, durch ein von Cuspert im Januar 2011 auf Facebook veröffentlichtes Video inspiriert worden sein, das Ausschnitte aus dem US-amerikanischen Spielfilm Redacted mit Vergewaltigungsszenen muslimischer Frauen durch US-Soldaten zeigte.
Im Oktober 2011 regte der Berliner Verfassungsschutz die Überprüfung mehrerer islamistischer Kampflieder des ehemaligen Rap-Musikers an. Daraufhin ermittelte im Frühjahr 2012 die Staatsanwaltschaft Berlin gegen den „radikalen Islamisten Denis C. alias ‚Abu Maleeq‘ wegen Volksverhetzung“. Hintergrund waren Videos, auf denen zu sehen ist, wie Cuspert in Naschids im Internet unter anderem Osama bin Laden verherrlicht und zum Heiligen Krieg aufruft. Im März 2012 setzte die Bundesprüfstelle für jugendgefährdende Medien (BPjM) erstmals drei im Internet verbreitete Dschihad-Songs von Cuspert auf den Index.
Ende Januar 2012 wurde der Umzug Cusperts von Berlin nach Bonn etwa im Zeitraum der Jahreswende 2011/2012 bekannt. Zeitlich parallel soll sein ägyptisch-österreichischer Gesinnungsgenosse Mohamed Mahmoud von Berlin nach Solingen umgezogen sein. Die Wohnortwechsel dienten zur Konzentration der deutschsprachigen salafistischen Szene in Nordrhein-Westfalen.
Bei einem durch das Bundesinnenministerium veranlassten Schlag der Polizei gegen verschiedene Zentren und Wohnungen des gewaltnahen Salafismus in Deutschland wurde am 14. Juni 2012 bei der Durchsuchung einer Islamistenwohnung durch die Polizei in Berlin eine selbst gebaute Sprengstoffweste gefunden. Nach einem Bericht der Welt war die Weste bereits am 15. Mai entdeckt und offenbar von Cuspert angefertigt worden.
Gegen den flüchtigen Cuspert wurde im Juni 2012 ein Haftbefehl wegen des dringenden Verdachts der Begehung besonders schweren Landfriedensbruchs bei den salafistischen Ausschreitungen in Bonn im Mai 2012 erlassen.

### Nahost
Cuspert konnte sich im Juni 2012 der Beobachtung durch die deutschen Sicherheitsbehörden entziehen und nach Ägypten absetzen, wohin auch Mitglieder der verbotenen Millatu Ibrahim ausgewichen waren. Er veröffentlichte im September 2012 ein Video, in dem er Drohungen gegen den deutschen Staat aussprach. Ein weiteres Drohvideo von Cuspert wurde im September 2012 an das ZDF geschickt, in dem er mit dem Dschihad in Deutschland und weiteren Anschlägen droht.
Im Februar 2013 gingen Sicherheitskreise davon aus, dass Cuspert im syrischen Bürgerkrieg bei der al-Nusra-Front mitkämpfen und als Märtyrer sterben wolle.
Im August 2013 wurde über ein weiteres Drohvideo von Cuspert im Internet berichtet; inzwischen solle er sich mit anderen Dschihadisten in Syrien aufhalten.
Im September 2013 wurde berichtet, Cuspert sei im syrischen Bürgerkrieg zusammen mit weiteren Dschihadisten bei einem Luftangriff verwundet worden. Dies habe die Dschihadisten-Gruppe in einer Facebook-Erklärung am 9. September mitgeteilt.
Seit dem 18. Oktober 2013 warnte das Bundeskriminalamt mit Plakaten vor dem Dschihadisten Denis Cuspert. Im November 2013 erfolgte eine Warnung des Auswärtigen Amts vor einem möglichen Selbstmordattentat durch Cuspert an deutschen Einrichtungen in der Türkei: Es sei „nicht auszuschließen, dass Cuspert ein mit Sprengstoff beladenes Fahrzeug einsetzen könnte“. In einem YouTube-Video bestritt Denis Cuspert, jemals solche Pläne gehabt zu haben oder überhaupt irgendetwas gegen die Türkei unternehmen zu wollen. Deutschland sei nicht sein „Ziel, was Anschläge angeht“.
Am 8. Dezember 2013 veröffentlichte die islamistische Propagandagruppe Globale Islamische Medienfront (GIMF) ein Internet-Video, in dem der offenbar teilweise halbseitig gelähmte Cuspert seinen angeblichen Tod dementiert. Weiterhin gab er an, nach einem Luftangriff mit einer schweren Gehirnverletzung im Koma gelegen zu haben. Zusätzlich forderte er alle Muslime in Deutschland auf, mit ihrer Familie auszureisen.
In einem im April 2014 bekannt gewordenen Video rief Cuspert zum bewaffneten Kampf gegen die Christen in Zentralafrika auf. In einem Internetvideo von April 2014 schwor er dem Anführer der Terrorgruppe Islamischer Staat im Irak und der Levante (ISIS), Abu Bakr al-Baghdadi, die Treue.
Im Juli 2014 erschien Cuspert in einem Propagandavideo über die Eroberung einer Gasförderungsanlage in der syrischen Provinz Homs, das zeigt, wie Dschihadisten des IS sich zwischen Leichen von Zivilisten und Soldaten bewegen und die Opfer verhöhnen. Er galt als eine der Hauptpersonen des al-Hayat Media Centers, der Medienorganisation der Terrormiliz IS, die im August 2014 das Enthauptungsvideo des US-Journalisten James Foley veröffentlichte.
Im September 2014 berichtete der Berliner Kurier, dass Cuspert die Brigade der in Deutschland verbotenen Millatu Ibrahim am 24. August 2014 in Mossul angeführt habe.
Im November 2014 wurde Cuspert in einem von der Gruppe Deir Ezzore Is Being Slaughtered Silently hergestellten Video identifiziert. In dem Video wird Cuspert gezeigt, wie er einen abgetrennten menschlichen Kopf hält und eine Enthauptung durch den IS rechtfertigt.
Cuspert wurde im Februar 2015 auf Antrag der deutschen Bundesregierung in die Terrorliste der Vereinten Nationen aufgenommen, so dass weltweit unter anderem seine Konten gesperrt und Ein- und Durchreiseverbote verhängt werden konnten. Ferner stufte das Außenministerium der Vereinigten Staaten Cuspert im Februar 2015 als „globalen Terroristen“ ein. Er galt für die USA als Person, die einen terroristischen Akt begangen hat oder ein ernsthaftes Risiko für die nationale Sicherheit darstellt. US-amerikanische Bürger und Unternehmen durften daher keine Geschäfte mit ihm machen.
Im April 2015 tauchte ein weiteres Video von Cuspert auf, in dem er an sogenannte Schläfer appellierte, Anschläge in Deutschland zu begehen.

## Mehrfache Todesmeldungen
Unbestätigten Meldungen zufolge sollte Cuspert bei einem Selbstmordattentat der al-Nusra-Front am 20. April 2014 in Ostsyrien getötet worden sein, was aber vom IS dementiert wurde: Es habe sich um eine Verwechslung mit einem Marokkaner gehandelt, der denselben Kampfnamen trug. Schon zuvor war Cusperts Tod mehrmals fälschlich gemeldet worden.
Nach Angaben des US-Verteidigungsministeriums vom 30. Oktober 2015 starb Cuspert am 16. Oktober 2015 nahe Rakka, als das Fahrzeug, in dem er saß, bei einem Luftangriff der USA von einer Rakete getroffen wurde. Die Todesmeldung wurde vom deutschen Bundesinnenministerium weder bestätigt noch dementiert, da Cuspert schon oft tot gemeldet worden sei. Im Deutschlandfunk wurde am Abend des 30. Oktober 2015 von Hinweisen berichtet, Cuspert könnte bei dem Angriff am 16. Oktober zwar schwer verletzt, jedoch nicht getötet worden sein. Spiegel Online berichtete Mitte November 2015 unter Berufung auf „deutsche Sicherheitsbehörden“, diesen liege ein Ausschnitt aus einem Telefonat vor, das nach dem 16. Oktober geführt wurde und in dem „Cuspert als Sprecher identifiziert worden sei“.
Im Juni 2016 ging der Verfassungsschutz Berlin nach Auskunft seines Leiters Bernd Palenda bei der Vorstellung des Berliner Verfassungsschutzberichts 2015 davon aus, dass Cuspert zwar bei Kampfhandlungen verletzt, jedoch nicht getötet worden sei. Im Verfassungsschutzbericht hieß es: „Mehrfach kursierende Informationen über den Tod Cusperts, zuletzt im Oktober, konnten bislang nicht bestätigt werden.“
Das US-Verteidigungsministerium widerrief Anfang August 2016 seine Angaben zum Tod Cusperts und erklärte, dieser habe den Luftangriff wohl doch überlebt.
Zuletzt wurde der Tod Denis Cusperts im Januar 2018 gemeldet. Er soll am 17. Januar in der Nähe des syrischen Ortes Gharanidsch am Euphrat (Gharanij, nordwestlich von Abu Kamal im Gouvernement Deir ez-Zor) bei einem Drohnenangriff getötet worden sein. Der Präsident des Bundesnachrichtendienstes, Bruno Kahl, äußerte sich im Februar 2018 dahingehend, dass „glaubwürdige Hinweise“ für den Tod Cusperts vorlägen, jedoch keine „hundertprozentige Sicherheit“ bestehe. Im September 2019 teilte das Bundeskriminalamt dem Nordkurier mit, dass Cuspert „mit an Sicherheit grenzender Wahrscheinlichkeit ums Leben gekommen ist“.

## Heirat mit FBI-Agentin
Bild am Sonntag berichtete 2015, das FBI habe eine Geheimagentin an Cusperts Seite installiert, die nach islamischem Recht mit ihm verheiratet sei. Nachdem es aber eine konkrete Bedrohungslage für die Frau gegeben habe, soll sie über die Türkei in die USA geflohen sein. Im Mai 2017 stellte CNN nach Einsicht geheimer amerikanischer Gerichtsakten richtig, dass es sich bei der Frau um eine FBI-Übersetzerin handelte, die Cuspert bei Videokontakten kennen gelernt hatte und freiwillig ohne Kenntnis der US-Behörden zu ihm reiste und ihn heiratete. Nachdem sie ihre Entscheidung bereut hatte und im August 2014 zurück in die Vereinigten Staaten geflohen war, wurde sie festgenommen und zu zwei Jahren Haft verurteilt. Die Details zu dem Vorfall wurden erst im Jahr 2017 öffentlich bekannt.

## Witwe
Omaima A., eine 1984 in Hamburg geborene Deutsch-Tunesierin, war Anfang 2015 mit ihren drei Kindern zu ihrem Ehemann, einem mit Cuspert befreundeten IS-Kämpfer, ins Herrschaftsgebiet des IS gereist. Nach dem Tod ihres Mannes im Frühjahr 2015 in der Schlacht um Kobanê heiratete sie Denis Cuspert und lebte mit ihm in Homs. Nach Streitigkeiten mit ihrem Mann, der sich eine zweite Ehefrau nehmen wollte, kehrte sie im September 2016 kurz vor der Geburt ihres gemeinsamen Kindes über die Türkei zurück nach Deutschland. 2019 wurde sie als Cusperts Witwe enttarnt und am 2. Oktober 2020 vom Hanseatischen Oberlandesgericht unter anderem wegen Mitgliedschaft in einer ausländischen, terroristischen Vereinigung und Verletzung ihrer Erziehungs- und Fürsorgepflicht gegenüber ihren Kindern zu einer dreieinhalbjährigen Freiheitsstrafe verurteilt. Das Urteil wurde nach der Verwerfung der Revision im März 2021 rechtskräftig.

## Diskografie

### Alben und Mixtapes

#### Solo
- 2006: Murda Cocctail Volume 1 (Mixtape)
- 2006: Schwarzer Engel
- 2008: Geeni’z (mit Jasha)
- 2008: Gast ist König
- 2009: Alle Augen auf mich

#### Als Teil der 030 Gangxta Clicc
- 2003: Dreckstape Nr.1
- 2004: Dreckstape Nr.2: Wir übernehmen
- 2004: Dreckstape III
- 2005: Kriminelle Akkusik

### Gastbeiträge
- 2005: Kaisa – Stacheldrahtmörda (Track: Reisswolf)
- 2006: Fler – Trendsetter (Track: Am Abzug & Intro des Mixtapes 90210)
- 2006: DJ Tomekk – The Nexxt Generation (Track: Liebe, Hass, Schmerz Und Gewalt)
- 2006: Kaisa – Nixx Für Kinda (Track: Untergrund Elite)
- 2006: Dean Dawson – D-Day 06-06-06 (Track: Das Was Wir Tun)
- 2007: B-Lash – 187Beatz Streettape #1 (Tracks: Ein kleines Klatschen reicht und Streetsound)
- 2007: Woroc – Inferno (Track: Gangsta Inferno)
- 2008: Farid Bang – Asphalt Massaka (Track: Mein Block)
- 2008: Nazar – Kinder Des Himmels (Track: 3 Leben 2 Städte)
- 2008: MC Bogy – Atzenkeepers (Track: Betonmacht)
- 2009: Toni der Assi – (Tracks: Gangsterrap und Scheiss Welt)
- 2009: MC Bogy – Bogy & Atzen 2 (Track: Betonmacht) & Der Oldtimer (Track: Oldschooltrip)
- 2011: Said – Said (Tracks: (Dis Is) Mein Leben und Um Den Globus)
- 2015: Sahira – Mit reiner Absicht (Track: Soldat & Dein Segen)

### Sonstige
- 2006: Willkommen in meiner Welt (Juice-Exclusive! auf Juice-CD #69)
- 2006: Schwarzer Engel (DVD)
- 2007: Afrikana
- 2009: DJ Derezon & Chamillionaire – South Banger 2 (DJ Mix)
- 2010: Bis aufs Blut (Film)
- 2011: Wild Germany (Serie, Staffel 1 Episode 6)
- 2012: Kaisa – Mann Der Stunde (DVD)
- 2012: In the Spot Berlin (DVD)
- 2014: Haya Alal Jihad (von ihm erstellte PR für den IS)

### Musikvideos
- Willkommen in Berlin City (Charnell, MicWrecka, Deso Dogg, Jasha, Riad & Gin)
- 36/44 (Vero, Deso Dogg & B-Lash feat. SupaFunk)
- Wer hat Angst vorm schwarzen Mann (Regie: Che Andre Bergendahl)
- Willkommen in meiner Welt (Regie: Rocco Copecny)
- BBT feat Deso Dogg, Frauenarzt & Sady K – Wir Sind
- Deso Dogg feat. Zaza – Wir bomben eure Szene
- Deso Dogg & Jasha – Das Leben
- Mein Leben
- 2009: MA Vizion feat. Deso Dogg, Gangsta Lu & Paranoya – Wach auf
- 2010: Meine Stadt
- Dogz4life (Halt die Fresse 02 – Nr. 41) (Aggro Berlin)

## Dokumentationen
- Deso – Der Rapper, der zum IS ging. Sechsteiliger Doku-Podcast, Funk, D 2022 (ARD-Audiothek).[60]
- Die Honigfalle: Eine wahre Geschichte über Liebe, Lügen und das FBI (OT: The Honey Trap: A True Story of Love, Lies and The FBI). TV-Doku, Regie: Chris Moukarbel, USA 2024, 1:22 Std.[61]